# Mutant Chronicles
Mutant Chronicles è l'ambientazione per una serie collegata di giochi e romanzi pubblicati a partire dal 1993 dalla ormai chiusa casa editrice svedese Target Games e parzialmente tradotti in italiano dalla Hobby & Work. 

## Ambientazione
Tutto ebbe inizio alla fine del ventitreesimo secolo quando il suolo della Terra si trovava esausto dallo sfruttamento dell'uomo e dagli esperimenti nucleari. La società era dominata da quattro megacorporazioni mercantili: l'americana Capitol, la teutonica Bauhaus, la nipponica Mishima e la britannica Imperial. Le corporazioni sostentavano miliardi di persone offrendo loro un lavoro, cibo, protezione, assistenza medica. La lotta continua delle corporazioni aveva inaridito il suolo terrestre ed esse si dedicarono quindi alla ricerca per la colonizzazione dello spazio.
La Terra venne abbandonata e vennero colonizzati prima la Luna poi i pianeti del nostro Sistema Solare e la fascia di asteroidi. Quando la colonizzazione era ad un punto avanzato l'Oscura Simmetria iniziò a dilagare. Incubi terribili colpirono la popolazione, le macchine guidate dall'Intelligenza Artificiale si ribellarono, il sistema creditizio crollò e le lotte tra le corporazioni ripresero dando l'inizio alla Prima Guerra Corporativa. Arrivò poi il Primo Cardinale a fondare la Fratellanza che riappacificò le corporazioni e diede speranza all'umanità contro l'Oscura Simmetria. Venne fondata l'Alleanza, un organismo che rappresentava le corporazioni e doveva aiutarle a risolvere gli screzi pacificamente.
Gli Imperiali, però, si spinsero oltre Plutone, scoprendo Nero, il Decimo Pianeta. Appena sbarcati sul nuovo pianeta che volevano colonizzare il Primo Sigillo di Protezione venne spezzato e le orde dell'Oscura Legione dilagarono. La Fratellanza, al fianco di ogni corporazione, diede vita ad un fronte unito che sconfisse l'Oscura Legione.
Dopo mille anni le corporazioni dimenticarono tutto e ripresero a darsi battaglia. Iniziò la Seconda Guerra Corporativa e sorse una nuova corporazione, la Cybertronic, che costruì nuove Macchine Pensanti. In questo caos l'Oscura Legione ha ripreso la propria attività e guadagna terreno.

## Le cinque Megacorporazioni
Nel gioco di ruolo “Mutant Chronicles” una parte da leone nell'ambientazione la fanno le cosiddette Megacorporazioni. Sono esse che dettano legge nell'universo e sono responsabili della maggior parte dei commerci, dei processi produttivi, del condizionamento mentale della popolazione umana e degli scontri armati dell'universo.
La megacorporazione Capitol è quella di idea politica democratica. I principi ispiratori della megacorporazione sono “Profitto e Onore”. Essa è decisamente la più grande megacorporazione e fabbrica prodotti con qualità mediocre e prezzi contenuti. Ha una forte presenza su Marte.
La megacorporazione Bauhaus è basata sulla discendenza, anche se utilizza il principio meritocratico in casi di personalità eccezionalmente dotate al proprio interno. Essa fabbrica prodotti di qualità sopraffina ed è per questo costretta a rivenderli ad alti prezzi. Ha una forte presenza su Venere.
La megacorporazione Mishima discende da antichi e nobili casati giapponesi. L'idea può essere racchiusa in “Morte piuttosto che disonore”. Essa produce enormi quantità di prodotti di qualità scadente e prezzi stracciati. La progettazione si basa spesso su spionaggio industriale o plagio. Ha una forte presenza su Mercurio.
La megacorporazione Imperiale è la più piccola. Essa è detta “fazione dannata” poiché impedì alla corporazione Capitol di stroncare l'Oscura Legione sul nascere. Essa ha presenze in tutto il sistema solare e ha una struttura basata su clan familiari. Essa solitamente sottrae risorse agli avversari per rivenderli a prezzo inferiore.
La megacorporazione Cybertronic è la più giovane e delle dimensioni degli Imperiali. Essa è basata sulla tecnologia di tutti i tipi, dalle macchine pensanti alla bioingegneria. È vista male da tutte le megacorporazioni che in essa credono ci sia il tentativo dell'Oscura Legione di mascherarsi per inserirsi nella società umana.

## L'Oscura Legione, la Fratellanza e l'Alleanza
L'Oscura Legione è l'armata del male guidata dai Cinque Apostoli. Essi sono Ilian (la Signora del Vuoto), Muawijhe (il Signore delle Visioni), Semai (il Signore del Rancore), Algeroth (il Signore della Tecnologia Oscura) e Demnogonis (l'Insudiciatore).
L'Oscura Legione venne risvegliata dall'approdo delle navi Imperiali su Nero, il Decimo Pianeta del nostro Sistema Solare, l'unico oltre l'orbita di Plutone. Gli appartenenti all'Oscura Legione sono umani eretici unitisi all'Oscurità, Non-Morti e Necromutanti. I Doni Oscuri sono poteri soprannaturali concessi ai discepoli degli Apostoli del Male.
Venne poi un uomo che ridiede speranza all'umanità nella lotta contro l'Oscura Simmetria, il Cardinale. Egli fondò la Fratellanza, una organizzazione capace di guidare la speranza delle genti contro il male. Sotto la sua bandiera le Megacorporazioni si accordarono in un patto che faceva loro firmare la pace e le univa nella battaglia contro il male.
La Fratellanza costituì un proprio esercito di Inquisitori e prese le redini del comando anche sugli eserciti delle Megacorporazioni. L'Arte sono i poteri soprannaturali concessi agli appartenenti della Fratellanza.
L'Alleanza è un organismo che sta al di sopra delle Megacorporazioni e funge da mediatore tra esse per evitare conflitti e mantenere l'unità contro il male. Venne fondata dopo la prima Guerra Corporativa (per volere del Primo Cardinale) e in essa hanno una rappresentanza tutte le Megacorporazioni.
L'esercito dell'Alleanza è composto dai Doomtrooper che sono valorosi soldati scelti da tutte le Megacorporazioni. L'Alleanza ha avuto successi solo parziali nelle mediazioni tra le varie fazioni in lotta nel Sistema Solare poiché molte di esse mantengono in vita vecchi rancori che le dividono e le oppongono davanti alla prima difficoltà. La maggior parte dei costituenti il corpo dell'Alleanza sono burocrati, diplomatici e rappresentanti politico-economici.

## Prodotti
Questi sono i prodotti basati sul mondo di Mutant Chronicles: 
- 1993 Mutant Chronicles: il gioco di ruolo ambientato in questo universo. Una seconda edizione venne pubblicata nel 1996.
- 1993 Fury of the Clansmen: un wargame da tavolo in cui ogni giocatore controlla un clan di guerrieri o di membri dell'Oscura Legione in lotta sul pianeta Venere.
- 1993 Blood Berets: un semplice wargame da tavolo.
- 1993 Siege of the Citadel: un altro wargame da tavolo.
- 1994 Doomtrooper: un gioco di carte collezionabili in cui ogni giocatore controlla un gruppo di guerrieri appartenenti ad una delle megacorporazioni o ad una delle fazioni della Legione Oscura. Sono state inoltre prodotte le seguenti espansioni:
  - Inquisition
  - Warzone
  - Mortificator
  - Golgotha
  - Apocalypse
  - Paradise Lost
- 1995 Warzone: il wargame tridimensionale basato su questa ambientazione, con una seconda edizione nel 1998.
- 1995 Mutant Chronicles - Doom Troopers: un videogioco stile Contra per SEGA Genesis e SNES.
- 1996 Luna City, Frenetik e Dementia: tre romanzi.
- 1996 Golgotha: una mini-serie a fumetti, composta da 4 numeri.
- 1997 Dark Eden: un gioco di carte collezionabili con un regolamento diverso dal precedente.
- 1999 Warzone 2nd Edition: seconda edizione del wargame tridimensionale, pubblicato in italiano dalla 21st Century Games.
- 2004 Warzone: Universe Under Siege: terza edizione di Warzone.
- 2008 Mutant Chronicles: RPG: nuova versione del gioco di ruolo, a cura della COG Games.
- 2008 Mutant Chronicles: CMG: gioco di miniature collezionabili della Fantasy Flight Games, distribuito in Italia da Nexus Games.
- 2008 Mutant Chronicles: film prodotto dalla Pressman Film, distribuito in Italia in home video dalla Minerva Pictures nel gennaio 2009.
- 2013 Warzone Resurrection: ultima evoluzione di Warzone, a cura della Prodos Games.
- 2014 Mutant Chronicles: Role Playing Game - Third Edition: nuova edizione del GDR, a cura di Modiphius.

La Hobby & Work ha pubblicato a partire dal 1995 traduzioni del regolamento del gioco di ruolo (Mutant Chronicles - vincitore alla Fiera di Lucca per il miglior gioco tradotto) e di Warzone, Blood Berets e Doomtrooper.